# L'allegra banda di Yoghi
L'allegra banda di Yoghi (Yogi's Gang) è una serie televisiva a cartoni animati prodotta da Hanna-Barbera e basata sugli stessi personaggi come: Orso Yoghi, Braccobaldo, Ernesto Sparalesto, Svicolone, Tatino e Tatone, Top Cat, Snooper e Blabber, Atom Ant, Wally Gator, Magilla Gorilla, Squiddly Diddly, Peter Potamus, Luca Tortuga, Secret Squirrel, Ugo Lupo, Pixie e Dixie, Tornado Kid e Sonnacchia, I due masnadieri e The Hillbilly Bears.
I personaggi erano già stati protagonisti del lungometraggio Yoghi e l'arca.

## Episodi
| nº | Titolo originale         | Titolo italiano                  | Prima TV USA      | Prima TV Italia |
| -- | ------------------------ | -------------------------------- | ----------------- | --------------- |
| 1  | Dr. Bigot                | La macchina lavacervelli         | 8 settembre 1973  | 6 maggio 1975   |
| 2  | The Greedy Genie         | Il genio dell'avidità            | 15 settembre 1973 | 13 maggio 1975  |
| 3  | Mr. Prankster            |                                  | 22 settembre 1973 |                 |
| 4  | Mr. Fibber               |                                  | 29 settembre 1973 |                 |
| 5  | The Gossipy Witch        | La strega pettegola              | 6 ottobre 1973    | 6 maggio 1976   |
| 6  | Mr. Sloppy               |                                  | 13 ottobre 1973   |                 |
| 7  | Mr. Cheater              |                                  | 20 ottobre 1973   |                 |
| 8  | Mr. Waste                | L'isola dei Fanfaroni            | 27 ottobre 1973   | 3 giugno 1975   |
| 9  | Mr. Vandal               |                                  | 3 novembre 1973   |                 |
| 10 | The Sheik of Selfishness | Lo sceicco egoista               | 10 novembre 1973  | 10 giugno 1975  |
| 11 | Mr. Smog                 | Il signor Smog                   | 17 novembre 1973  | 17 giugno 1975  |
| 12 | Lotta Litter             | Il parco più ordinato dell'Ovest | 24 novembre 1973  | 24 giugno 1975  |
| 13 | The Envy Brothers        | I fratelli Invidia               | 1º dicembre 1973  | 3 luglio 1975   |
| 14 | Captain Swipe            | Capitan Furto                    | 8 dicembre 1973   | 10 luglio 1975  |
| 15 | Mr. Hothead              |                                  | 15 dicembre 1973  |                 |
| 16 | Yogi's Ark Lark, Part 1  |                                  | 22 dicembre 1973  |                 |
| 17 | Yogi's Ark Lark, Part 2  |                                  | 29 dicembre 1973  |                 |